# Recluzia rollandiana
Recluzia rollandiana är en snäckart som beskrevs av Petit de la Saussaye 1853. Recluzia rollandiana ingår i släktet Recluzia och familjen Janthinidae. Inga underarter finns listade i Catalogue of Life.